# Black Waltz
Black Waltz — четвертый студийный альбом шведской метал-группы Avatar, вышедший 25 января 2012 года (в США выпущен 14 февраля 2012 года) на лейбле Gain Music Entertainment. Это последний альбом с участием Саймона Андерссона, который покинул группу до выпуска пластинки.
Начиная с выхода этого альбома, вокалист Йоханнес Эккерстрём начал использовать грим. Он рассказал: "что-то щелкнуло... и, увидев грим, пробудило что-то, чего у нас не было раньше... внезапно музыка обрела свое лицо".
В поддержку альбома, Avatar отправилась в свой первый тур по США вместе с Lacuna Coil и Sevendust в феврале 2013 года.
| Оценки критиков | Оценки критиков |
| Источник        | Оценка          |
| --------------- | --------------- |
| Metal Hammer    | [ 5 ]           |

## Список композиций
Помимо стандартного, группа выпустила и расширенное издание 12 февраля 2013 года, доступное только на iTunes.
| №                   | Название                  | Длительность |
| ------------------- | ------------------------- | ------------ |
| 1.                  | «Let Us Die»              | 4:15         |
| 2.                  | «Torn Apart»              | 6:28         |
| 3.                  | «Ready for the Ride»      | 3:14         |
| 4.                  | «In Napalm»               | 5:32         |
| 5.                  | «Black Waltz»             | 6:00         |
| 6.                  | «Blod»                    | 3:35         |
| 7.                  | «Let it Burn»             | 3:34         |
| 8.                  | «One Touch»               | 4:18         |
| 9.                  | «Paint Me Red»            | 4:33         |
| 10.                 | «Smells Like a Freakshow» | 4:55         |
| 11.                 | «Use Your Tongue»         | 9:35         |
| Общая длительность: | Общая длительность:       | 55:59        |

| №                   | Название                                              | Длительность |
| ------------------- | ----------------------------------------------------- | ------------ |
| 12.                 | «Dying to See You Dead»                               | 3:34         |
| 13.                 | «Smells Like a Freak Show (Radio Edit)»               | 4:01         |
| 14.                 | «Smells Like a Freak Show (Walter Backlin Retro Mix)» | 4:30         |
| 15.                 | «Torn Apart (Live at Sticky Fingers)»                 | 6:58         |
| Общая длительность: | Общая длительность:                                   | 75:02        |

## Участники записи
Данные с сайта AllMusic.

| - Йоханнес Эккерстрём — вокал - Саймон Андерссон — гитара - Йонас Ярлсбю — гитара - Хенрик Сандели́н — бас-гитара - Йоан Альфредссон — ударные | - Тобиас Линделл — звукоинженер, сведение, продюсер - Драган Танаскович — мастеринг - Магнус Лундбек — реклама - Маркус Тагарис — реклама - Йохан Карлен — фотография |

## Чарты
| Чарт                       | Высшая позиция |
| -------------------------- | -------------- |
| Швеция (Sverigetopplistan) | 25             |